# Wolfgang Ketterle
Wolfgang Ketterle (Heidelberg, Németország, 1957. október 21. –) német származású amerikai fizikus, aki 2001-ben kapott fizikai Nobel-díjat a munkásságáért. Napjainkban az amerikai Massachusetts Institute of Technology (MIT) fizika professzora.

## Publikációk
- Bose-Einstein Condensation in a Gas of Sodium Atoms
- Observation of interference between two Bose condensates
- Output Coupler for Bose-Einstein Condensed Atoms
- Observation of Bose-Einstein Condensation of Molecules

## Fordítás
- Ez a szócikk részben vagy egészben  a   Wolfgang Ketterle című angol Wikipédia-szócikk fordításán alapul.  Az eredeti cikk szerkesztőit annak laptörténete sorolja fel. Ez a jelzés csupán a megfogalmazás eredetét és a szerzői jogokat jelzi, nem szolgál a cikkben szereplő információk forrásmegjelöléseként.